# Danny O'Donoghue
Daniel John Mark Luke O'Donoghue (Dublino, 3 ottobre 1980) è un cantautore irlandese.
È il frontman del gruppo The Script. Irlandese da tre generazioni, vanta degli ascendenti greci, originari di Chios.

## Biografia e carriera
Dopo il diploma al St. Benildus College, scuola cattolica maschile di Dublino, inizia la sua carriera come cantante. Insieme a Mark Sheehan, seconda voce e chitarrista di quello che sarà poi il gruppo musicale, si è fatto conoscere, soprattutto negli Stati Uniti d'America, per aver prodotto alcuni brani di artisti come Rodney Jerkins, The Neptunes, Teddy Reilly e Dallas Austin. Tornati a Dublino, reclutano Glen Power e danno vita ai The Script.
Con il singolo We Cry il gruppo riesce a farsi conoscere al di fuori della Gran Bretagna, entrando nelle classifiche europee.
Ad oggi, il gruppo ha pubblicato cinque album: The Script, Science & Faith, #3, nel 2014 No Sound Without Silence, nel 2017 Freedom Child, e 10 singoli. Partecipa come giudice a The Voice UK nella Prima e Seconda Stagione.

## Discografia
- 2008 – The Script
- 2010 – Science & Faith
- 2012 – #3
- 2014 – No Sound Without Silence
- 2017 – Freedom Child
- 2019 – Sunsets & Full Moons